# Duarte Figueiredo
Duarte Figueiredo (ur. 25 czerwca 1982) – portugalski rugbysta grający w pierwszej linii młyna, reprezentant kraju, uczestnik Pucharu Świata w 2007 roku.
Podczas kariery sportowej związany był z klubem CDUL.
Z kadrą U-19 uczestniczył w mistrzostwach świata w 2001.
W reprezentacji Portugalii w latach 2007–2008 rozegrał łącznie 6 spotkań, nie zdobywając punktów. W 2007 roku został powołany na Puchar Świata, na którym wystąpił w jednym meczu swojej drużyny.